# 3256 Daguerre
3256 Daguerre è un asteroide della fascia principale del diametro medio di circa 24 km. Scoperto nel 1981, presenta un'orbita caratterizzata da un semiasse maggiore pari a 2,7770485 au e da un'eccentricità di 0,0990507, inclinata di 7,83914° rispetto all'eclittica.
L'asteroide è dedicato al chimico francese Louis Daguerre.